# チェックメイト (遊吟の曲)
「チェックメイト」は、日本のフォークデュオ・遊吟のメジャー2作目（通算10作目）のシングル。

## 概要
- 前作「Fate」から約3か月ぶりのシングル。
- 表題曲は映画『スパイダーウィックの謎』の日本語版イメージソングに起用された[1][2]。
- 初回生産限定盤と通常盤の2形態で発売され、初回生産限定盤には表題曲のミュージック・ビデオを収録したDVDが同梱された。

## 収録曲
| #  | タイトル             | 作詞・作曲 | 編曲               |
| -- | -------------------- | ---------- | ------------------ |
| 1. | 「チェックメイト」   | 伸治       | 日向秀和、長澤孝志 |
| 2. | 「道しるべ」         | 卓         | 長澤孝志           |
| 3. | 「チュウオウカジツ」 | 伸治       | 宗本康兵           |

### 解説
1. チェックメイト
家族愛や勇気をテーマに、チェスを表、平和を裏、矛盾と心の迷いを描いたストーリー性のある楽曲を目指して制作された[1][2]。
2. 道しるべ
3. チュウオウカジツ

## 参加ミュージシャン
遊吟
- 卓：Vocal & Guitar & Tombourine (全曲)
- 伸治：Vocal & Guitar (全曲)

サポートミュージシャン
- 日向秀和：Bass (#1)
- 長澤孝志：Guitars & Keyboards (#1)
- 大喜多崇規：Drums (#1)

## タイアップ
- パラマウント ピクチャーズ ジャパン配給映画『スパイダーウィックの謎』日本語版イメージソング (#1)

## 収録アルバム
- ライン (#1)